# Ralph Krieger
Ralph Michael Krieger (* 13. Juni 1969 in Hanau) ist ein deutscher Fernsehmoderator und Musiker.

## Leben
Ralph Krieger wurde als Moderator bei VIVA in der Sendung WAH WAH (1993–1994) und als Musiker (Keyboard) in diversen Bands wie den Rock-Gruppen Satisfaction und Burning Sky und zuletzt bei der Hanauer Black-Gothic-Metal-Band Anubis (1996/97) bekannt.
Ralph Krieger lebte seit 1996 in Greifswald und seit 2005 in Düsseldorf.
| Personendaten    | Personendaten                          |
| ---------------- | -------------------------------------- |
| NAME             | Krieger, Ralph                         |
| ALTERNATIVNAMEN  | Krieger, Ralph Michael                 |
| KURZBESCHREIBUNG | deutscher Fernsehmoderator und Musiker |
| GEBURTSDATUM     | 13. Juni 1969                          |
| GEBURTSORT       | Hanau                                  |